# Ski de fond aux Jeux olympiques de 1984
Navigation
Lake Placid 1980 Calgary 1988
Les épreuves de ski de fond aux Jeux olympiques d'hiver de 1984 se tiennent du 9 février 1984 au 19 février 1984 sur le site Igman.

## Podiums
| Épreuves                      | Or                                                                   | Argent                                                                                 | Bronze                                                                         |
| 15 km classique H 13 février  | Gunde Svan                                                           | Aki Karvonen                                                                           | Harri Kirvesniemi                                                              |
| 30 km classique H 10 février  | Nikolay Zimyatov                                                     | Aleksandr Zavyalov                                                                     | Gunde Svan                                                                     |
| 50 km classique H 19 février  | Thomas Wassberg                                                      | Gunde Svan                                                                             | Aki Karvonen                                                                   |
| relais 4 × 10 km H 16 février | Suède Thomas Wassberg Benny Kohlberg Jan Ottosson Gunde Svan         | Union soviétique Oleksandr Batyuk Aleksandr Zavyalov Vladimir Nikitin Nikolay Zimyatov | Finlande Kari Ristanen Juha Mieto Harri Kirvesniemi Aki Karvonen               |
| 5 km classique F 12 février   | Marja-Liisa Hämäläinen                                               | Berit Aunli                                                                            | Květa Jeriová                                                                  |
| 10 km classique F 9 février   | Marja-Liisa Hämäläinen                                               | Raisa Smetanina                                                                        | Brit Pettersen                                                                 |
| 20 km classique F 18 février  | Marja-Liisa Hämäläinen                                               | Raisa Smetanina                                                                        | Anne Jahren                                                                    |
| relais 4 × 5 km F 15 février  | Norvège Inger-Helene Nybråten Anne Jahren Brit Pettersen Berit Aunli | Tchécoslovaquie Dagmar Švubová Blanka Paulů Gabriela Svobodová Květa Jeriová           | Finlande Pirkko Määttä Elja Hyytiäinen Marjo Matikainen Marja-Liisa Hämäläinen |

## Médailles
| Rang | Nations          |   |   |   | Total |
| ---- | ---------------- | - | - | - | ----- |
| 1er  | Finlande         | 3 | 1 | 4 | 8     |
| 2e   | Suède            | 3 | 1 | 1 | 5     |
| 4e   | Union soviétique | 1 | 4 | 0 | 5     |
| 3e   | Norvège          | 1 | 1 | 2 | 4     |
| 6e   | Tchécoslovaquie  | 0 | 1 | 1 | 2     |